# SchilliX
SchilliX – dystrybucja systemu OpenSolaris na licencji CDDL. Jej głównym autorem był Jörg Schilling, twórca i opiekun narzędzi cdrtools.
SchilliX był rozprowadzany jako obraz płyty rozruchowej typu LiveCD. W odróżnieniu od oficjalnej dystrybucji Suna SchilliX zawierał wyłącznie wolne oprogramowanie.
Pierwsza wersja SchilliX-a (0.1), działająca na platformach x86 i AMD64, została opublikowana 17 czerwca 2005, 3 dni po wydaniu OpenSolarisa.